# Opel 35/40 PS
 (juillet 2024).
L'Opel 35/40 PS était une voiture de la catégorie luxueuse construite par Adam Opel KG de 1905 à 1906.

## Historique et technologie
La 35/40 PS était plus grande que la 30/32 PS introduite un an plus tôt. Cela signifiait que la plus grande Opel de l’époque couvrait le segment supérieur de la catégorie des luxueuses. En tant que «véhicule automobile d'Opel», elle était fabriquée selon le propre design d’Opel.
Le moteur était un moteur quatre cylindres d'une cylindrée de 6 872 cm³ (alésage × course = 125 mm × 140 mm), qui produisait 40 ch (29 kW) à 1 500 tr/min. Le moteur à commande latérale avec tête en T était refroidi par eau. Le carburateur à piston était doté d'un préchauffage pour le mélange air-carburant. Chaque cylindre avait deux bougies d'allumage, l'une alimentée par un allumage par batterie et l'autre par un allumage magnéto. La puissance du moteur était transmise à l'essieu arrière via un embrayage à cône en métal, une boîte de vitesses manuelle à quatre vitesses et un arbre à cardan.
Le cadre était constitué de profilés en acier et il était renforcé de bois. Les deux essieux rigides étaient suspendus à des ressorts à lames longitudinaux semi-elliptiques. Le frein de service agissait sur l'arbre de sortie de la transmission. Le frein à main a été conçu comme un frein à tambour agissant sur les roues arrière.
Il y avait trois styles de carrosserie, un phaéton à deux places, une voiture de tourisme à quatre places et une berline quatre portes. La variante la moins chère (le phaéton), coûtait 17 000 Reichsmark.
Fin 1906, la construction de la 35/40 PS est arrêtée. La successeur était le modèle 25/40 PS, plus grosse.